# Moreia-de-Kidako
A moreia-de-kidako (Gymnothorax kidako), é uma espécie de moreia nativa de águas temperadas do Pacífico Norte, sendo uma espécie comercial para os asiáticos, frequentemente encontrada em peixarias locais, raramente é vista no aquarismo. Possui um corpo alongado bege com manchas escuras espalhadas pelo corpo, podendo pedir até 91 cm. Vive associada ao substrato, escondida em tocas, onde só deixa a cabeça amostra.

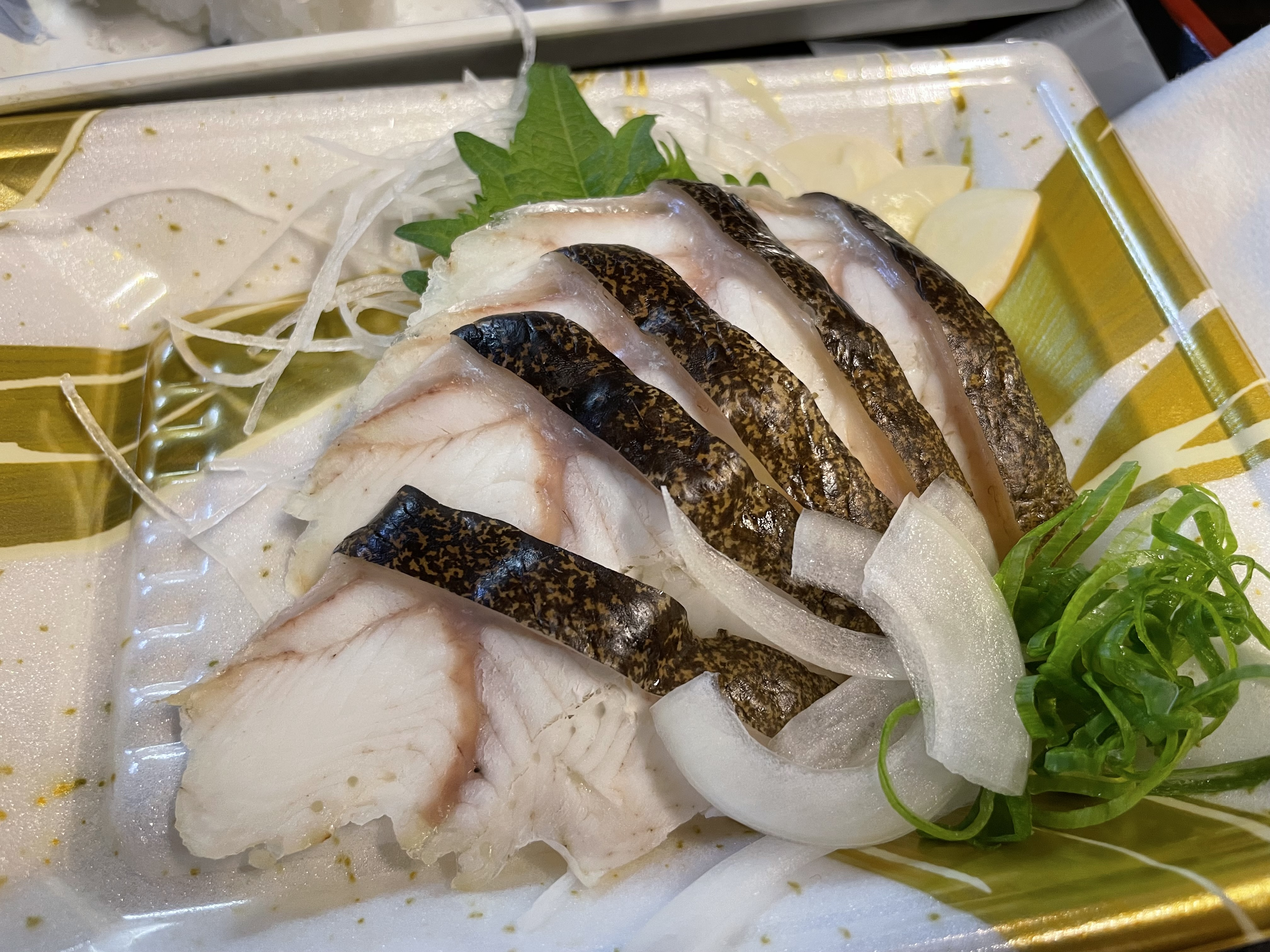
Utsubo tataki, prato típico japonês feito com filés da moreia-de-kidako

A moreia-de-kidako é nativa do Pacífico Norte, sendo encontrada em recifes rochosos na costa do Japão, Taiwan e Ogasawara. Eventualmente a espécie é vista nos trópicos, como no Havaí e o Arquipélago da Sociedade, na Polinésia, no Pacífico Central.